# 人生第二次
《人生第二次》（英語：Second Life）是2022年在中国大陆上映的讲述“人生命运”的人文纪录片。

## 内容
该纪录片分作8集，分别是：
- 圆。讲述被拐卖的卫卓在18年后和亲人重逢的故事。
- 缺。讲述柏剑在26年收养120多个孩子的故事。
- 纳。讲述何华杰在车祸后高位截瘫之后同自己和解的故事。
- 拒。讲述几名女性的人生故事。
- 是。讲述申诉人和自己的检查案卷的故事。
- 非。讲述刑满释放人员重新融入社会的故事。
- 破。讲述女性打破婚姻的围城的故事。
- 立。讲述流水线女工的故事。

## 奖项
| 年份 | 获奖方         | 颁奖方                         | 奖项分类                     | 是否得奖 | 备注  |
| ---- | -------------- | ------------------------------ | ---------------------------- | -------- | ----- |
| 2022 | 《人生第二次》 | 国家广播电视总局               | 2022年第二季度优秀国产纪录片 | 獲獎     | [ 2 ] |
| 2022 | 《人生第二次》 | 第27届亚洲电视大奖             | 最佳社会观察节目             | 獲獎     | [ 3 ] |
| 2022 | 秦博           | 第27届亚洲电视大奖             | 非虚构类最佳导演             | 獲獎     | [ 3 ] |
| 2023 | 《人生第二次》 | 第1届金熊猫奖                  | 纪录片单元最佳纪录片奖       | 提名     | [ 4 ] |
| 2023 | 《人生第二次》 | 第20届中国（广州）国际纪录片节 | 优秀系列纪录片               | 獲獎     | [ 5 ] |
| 2024 | 《人生第二次》 | 第32届中国电视金鹰奖           | 最佳电视纪录片               | 提名     | [ 6 ] |